# 액터스 스튜디오

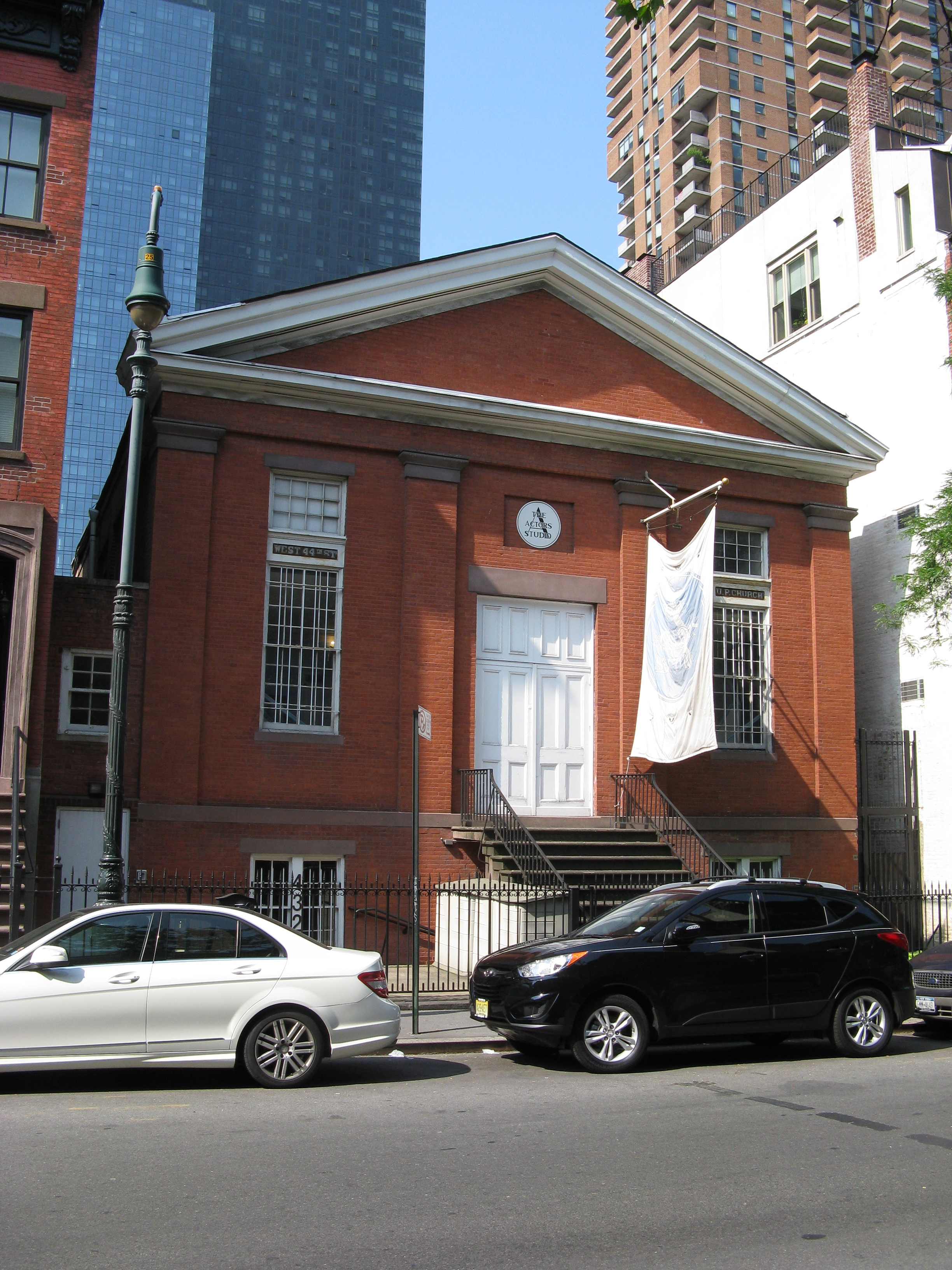

액터스 스튜디오(영어: The Actors' Studio)는 미국의 배우 양성소다.
배우의 부진을 염려하여 유망한 배우를 모아 자기훈련과 어드바이스를 주려고 하는 구상이 안출(案出)되었는데 이것이 액터스 스튜디오이다. 엘리아 카잔과 리 스트라스버그가 주최하고 어느 재단이 스폰서로 되어 있는데, 한때는 매우 활발하여 줄리 해리스, 말론 브란도, 제임스 딘, 그리고 영화나 무대에서 이렇다 할 만한 배우는 모두 이곳을 거친 배우들이었다. 그러나 주최자의 한 사람이었던 카잔이 영화사업에 바빠지고, 게다가 링컨 센터에 관계하게 되자 양자간의 사이가 악화되었고, 요즈음은 스트라스버그가 혼자서 책임을 지고 이 명칭을 그대로 극단으로 하여 연극의 실제적인 활동에 임하고 있다.